# Памятник жертвам фашизма (Донецк)
«Жертвам фашизма» — памятник в Донецке, установленный в честь погибших в Великой Отечественной войне. Монумент.
Находится в Ленинском районе Донецка, по Ленинскому проспекту, у Дворца культуры металлургов.

## Предыстория создания
Во время оккупации Донецка немецкими войсками на территории Дворца культуры металлургов и прилегающих к нему территориях был создан лагерь для советских военнопленных, в котором содержалось более 25 тысяч человек. Умерших хоронили в парке возле Дворца культуры металлургов. На месте могил был установлен небольшой скульптурный памятник.
В 1956 году жителями Донецка на месте могил погибших был насыпан холм.
В 1965 году к 20-летию Победы над Германией на холме установили монумент «Жертвам фашизма». Авторы монумента — скульптор Леонид Артёмович Бринь и архитектор Юрий Емельянович Можчиль.
Проекты памятника:
- 1963-1964 г. Проект монумента. Скульптор, фото Бринь Леонид Артемович
- 1963-1964 г. Проект монумента. Центральная фигура. Скульптор, фото Бринь Леонид Артемович
- 1964 г. Один из проектов планируемого монумента. Фото Бринь Л. А.

## Описание
Памятник представляет собой шесть двенадцатиметровых пилонов, которые объединены между собой венком, сваренным из выштампованных алюминиевых листов. Наверх холма сделано пятьдесят ступенек.
Первоначально пилоны были облицованы светло-голубой стеклопанелью, на каждом из пилонов было одиннадцать горизонтальных секций.
В конце 1970-х покрытие пилонов сменили на красный гранит. В этом обличии он простоял почти 20 лет и гранитные плиты стали отпадать. В третий раз облицовка была заменена на оцинкованный металлопрокат, который через несколько лет «пустил ржавчину».
Между пилонами был расположен вечный огонь (зажигался только по праздникам). В 2007 году вандалы разрушили вечный огонь.
Ежегодно у монумента празднуются День Победы и День освобождения Донбасса.
Съёмки памятника вошли в фильм-концерт 1970 года с участием Тамары Миансаровой «Солнечная баллада».

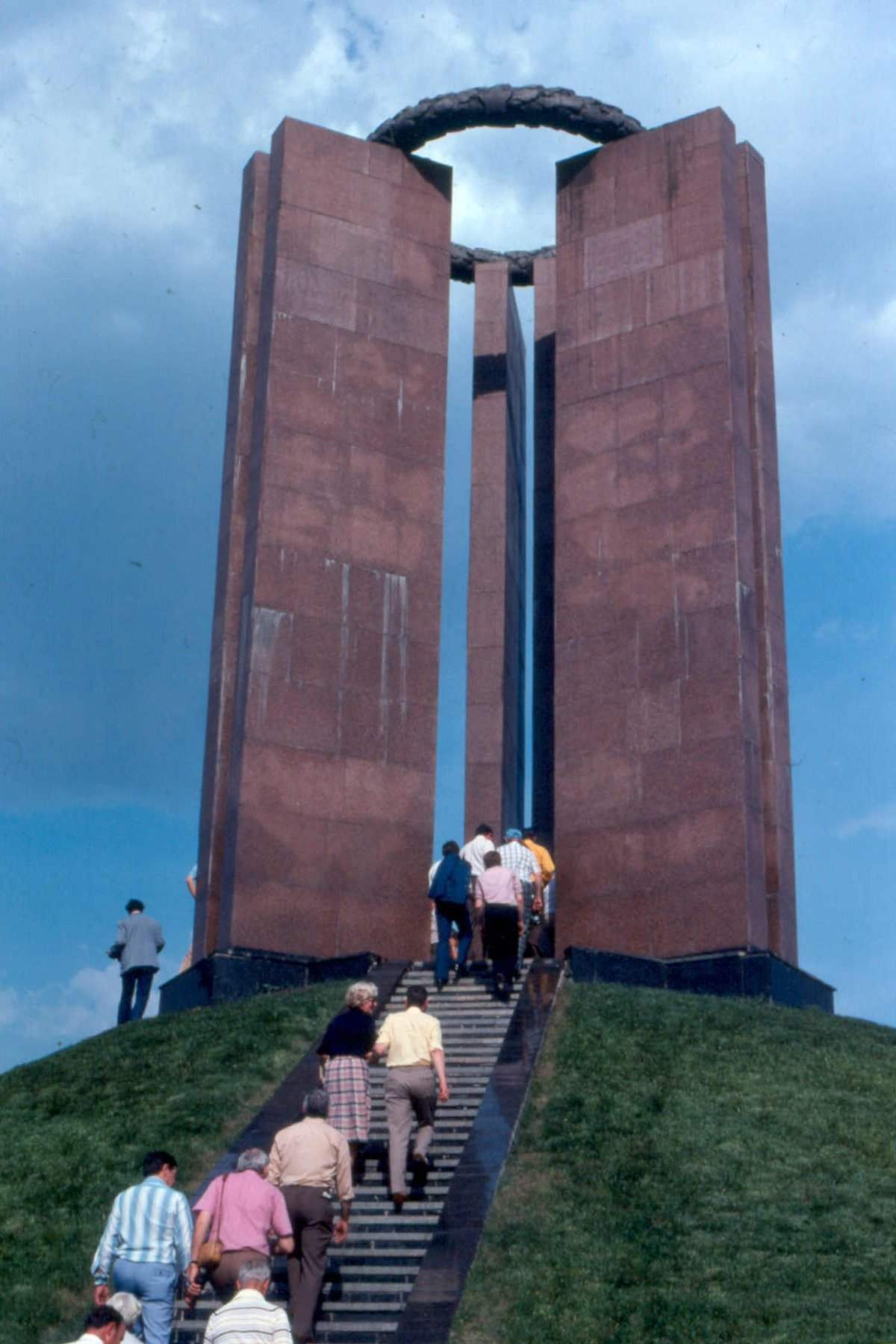
Фото 1979 года. Пилоны ещё облицованы красным гранитом
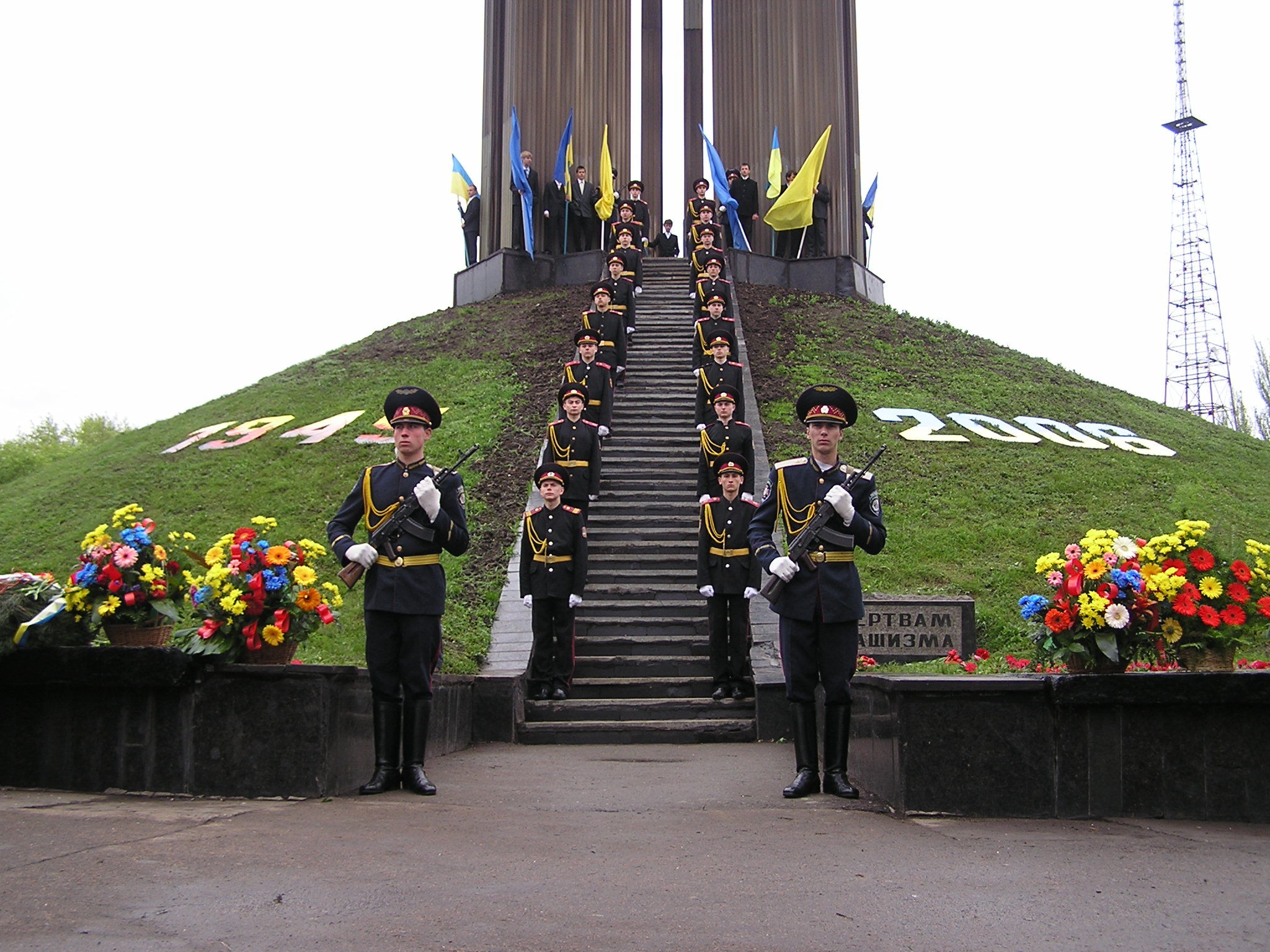
Празднование Дня Победы у монумента в 2006 году

## Реконструкция 2011 года
В 2011 году была выполнена реконструкция памятника. Была сделана подсветка монумента внутри пилонов и подсветка красным прожектором со стороны. 9 декабря 2011 года состоялось торжественное открытие обновлённого памятника, в котором приняли участие председатель Донецкой областной государственной администрации Андрей Шишацкий, председатель Донецкого областного совета Андрей Федорук, городской голова Донецка Александр Лукьянченко, Митрополит Донецкий и Мариупольский Иларион, ветераны.

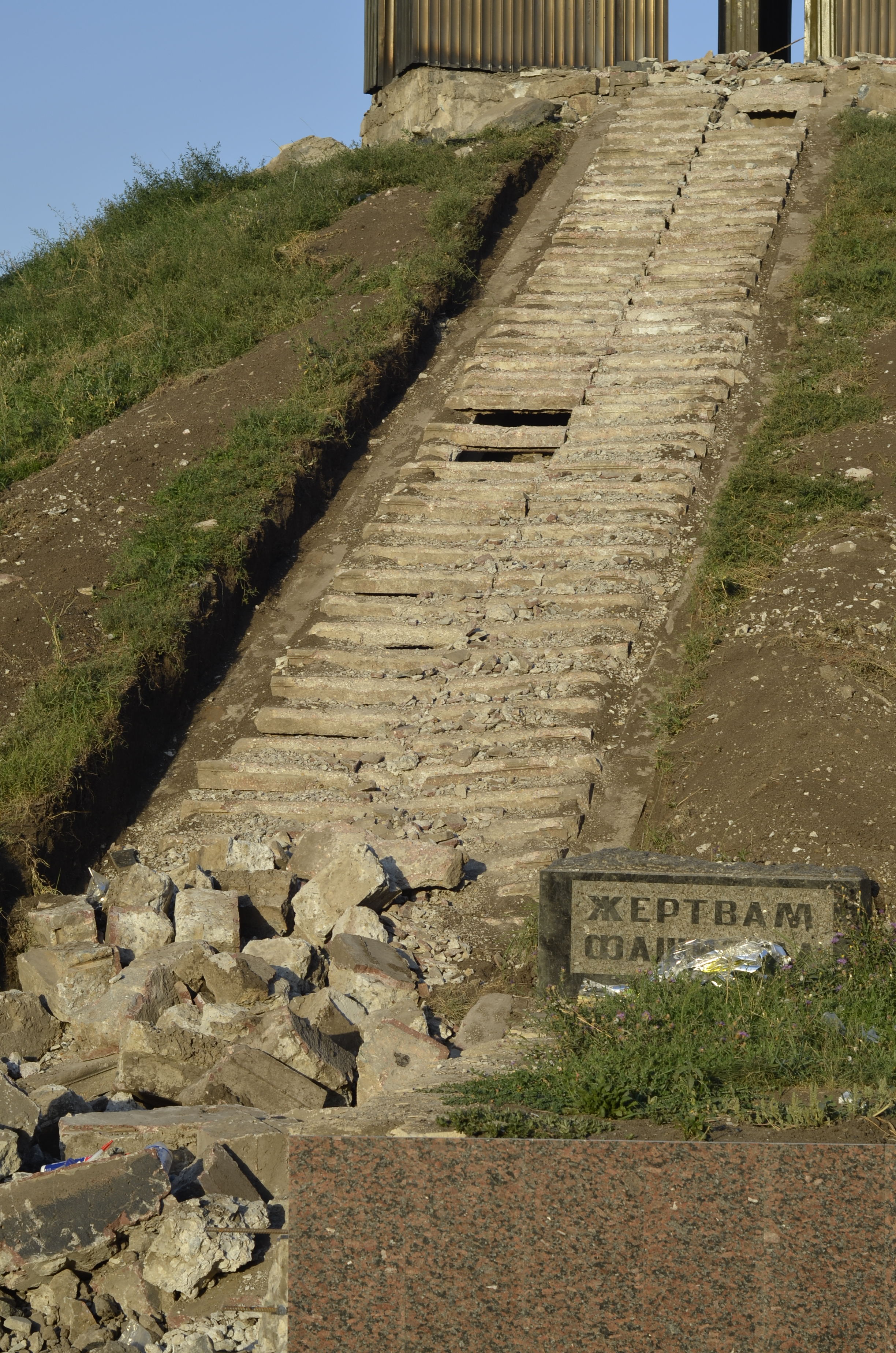
Реконструкция памятника в 2011 году. Демонтированы старые ступени
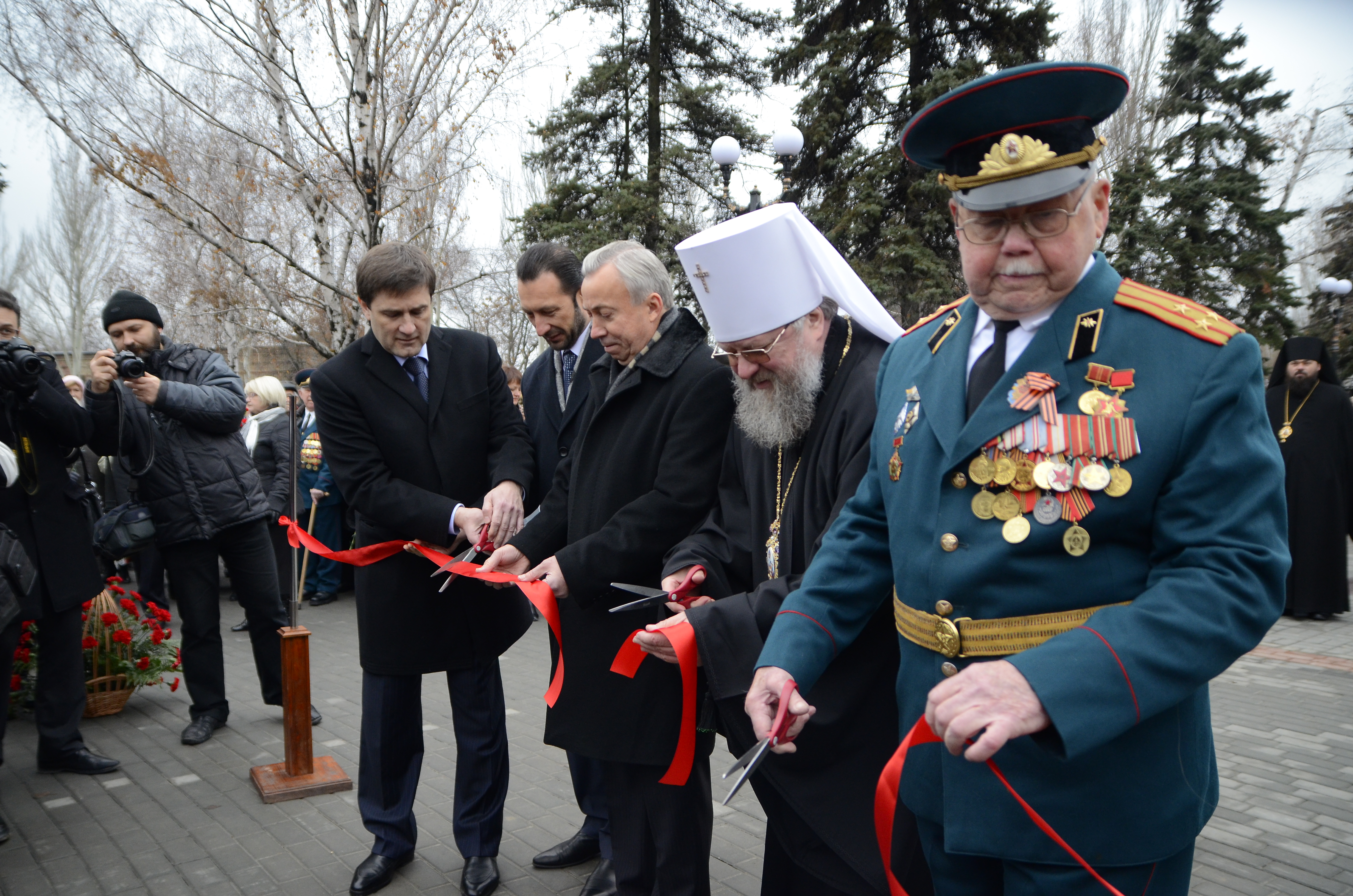
Перерезание ленточки во время церемонии открытия